# Быково (Каблуковское сельское поселение)
Быково — деревня в Калининском районе Тверской области. Относится к Каблуковскому сельскому поселению.

## География
Расположена в 52 км к северо-востоку от Твери на берегу реки Созь, конечный пункт автодороги «Рождествено — Быково» (14 км).

## История
Во второй половине XIX — начале XX века деревня Быково относилась к Спасскому приходу (погост Спас На Сози) Рождественской волости Корчевского уезда. В 1887 году — 39 дворов, 277 жителей.
В 1940 году Быково в составе Ямковского сельсовета Оршинского района Калининской области. С 1959 года — в составе Калининского района.
В 1997 году в деревне Быково Рождественского сельского округа было 7 хозяйств, 19 жителей.

## Население
| 1887 | 1997 | 2010 |
| ---- | ---- | ---- |
| 277  | ↘19  | ↘1   |